# Criquet à armure
Acanthoplus discoidalis
Espèce
Synonymes
- Acanthoplus armativentris Péringuey, 1916[2]
- Acanthoplus bechuanus Péringuey, 1916[2]
- Acanthoplus desertorum W. F. Kirby, 1899[2]
- Acanthoplus germanus W. F. Kirby, 1899[2]
- Acanthoplus jallae Griffini, 1897[2]
- Acanthoplus serratus W. F. Kirby, 1899[2]
- Hetrodes discoidalis F. Walker, 1869[2]
- Hetrodes discoidalis Walker, 1869[3]
- Hetrodes pallidus F. Walker, 1869[2]

Statut de conservation UICN

 LC  : Préoccupation mineure
Acanthoplus discoidalis, communément appelé Criquet à armure, est une espèce d'insecte orthoptère de la famille des Tettigoniidae et de la sous-famille des Hetrodinae. Cette espèce se rencontre dans certaines parties de l'Angola, la Namibie, le Botswana, le Zimbabwe et l'Afrique du Sud.

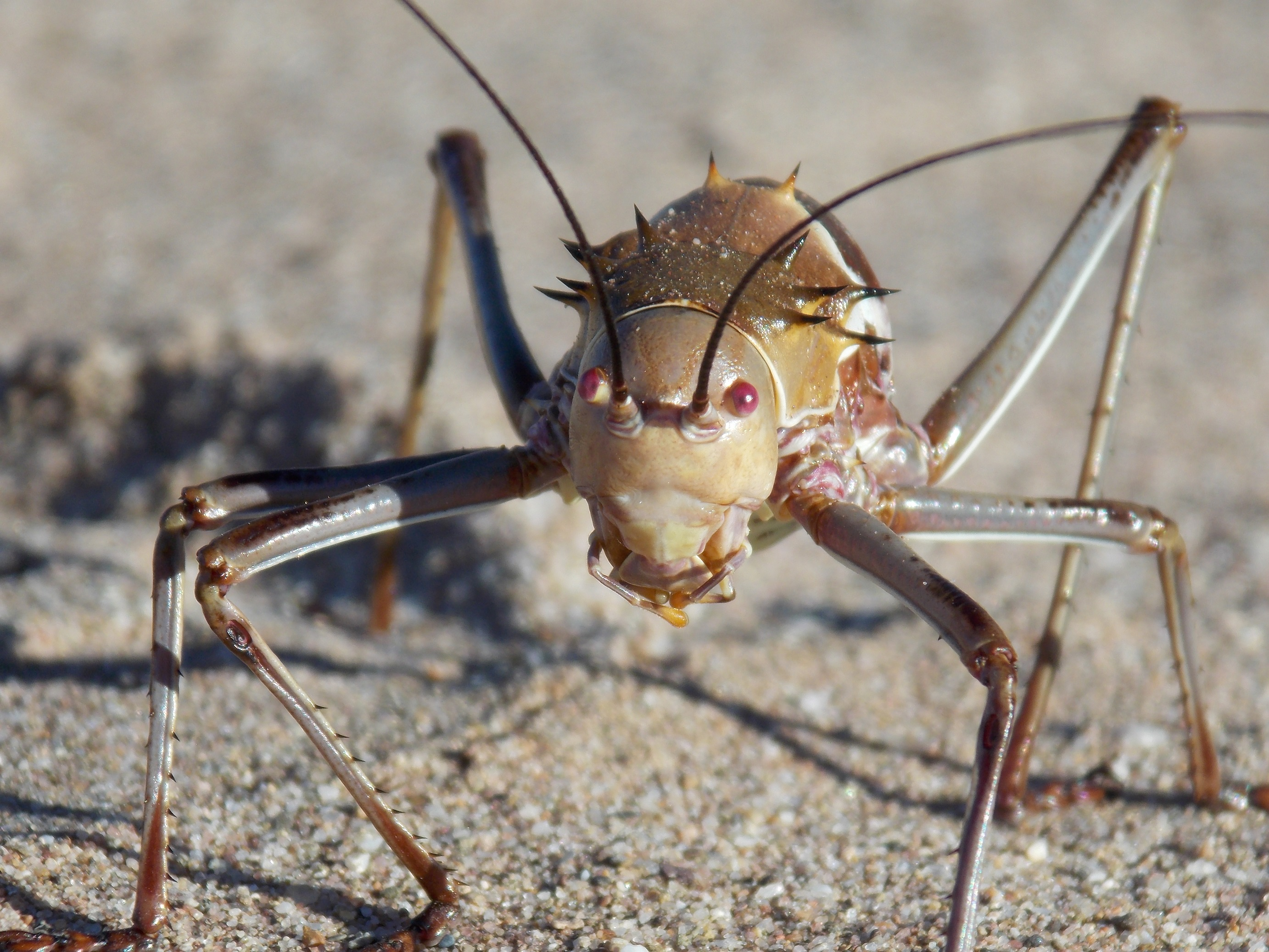
Acanthoplus discoidalis dans le canyon de la Fish River

## Description
Acanthoplus discoidalis est un gros insecte incapable de voler. Sa longueur de corps est d'environ 50 mm. Le pronotum porte plusieurs épines coniques. Les mandibules sont puissantes ; elles permettent à l'insecte de se nourrir d'herbe ou de charogne et peuvent infliger un douloureux pincement. Une autre défense contre les prédateurs est l'autohémorrhée, dans lequel les insectes font gicler leur hémolymphe par des pores de leur exosquelette à quelques centimètres.

## Alimentation
Acanthoplus discoidalis est omnivore et se nourrit de façon opportuniste de nombreux aliments différents. Une source a documenté des attaques contre des oisillons de travailleur à bec rouge et a suggéré que les insectes pourraient être en mesure de détecter les nids par des indices auditifs.
Surtout lorsque leur alimentation est déficiente en protéines et en sel, les membres de l'espèce deviennent cannibales.

## Défense
Acanthoplus discoidalis dispose de plusieurs mécanismes de défense outre son exosquelette. Leur défense prend des formes diverses selon le sexe de l'individu et la méthode d'attaque.
En cas d'attaque de côté, tant les mâles que les femelles vont essayer de mordre l'attaquant; les mâles vont striduler (les femelles n'ont pas cette possibilité). Une autre défense contre les prédateurs est l'autohémorrée, dans lequel les insectes font gicler leur hémolymphe par des pores de leur exosquelette à quelques centimètres.
Après l'autohémorragie, les insectes se nettoient méticuleusement, pour éviter d'être cannibalisés. Une autre réaction de défense est la régurgitation du contenu de l'estomac.

## Reproduction
La parade nuptiale et l'accouplement est un processus relativement lent; il commence au coucher du soleil pour se terminer au lever du soleil. La stridulation des mâles attire les femelles. Le mâle produit un grand spermatophore qui comprend une poche de sperme  et un spermatophylax, une nourriture qui sert comme un cadeau nuptial pour la femelle. 

## Contrôle
Acanthoplus discoidalis est un ravageur de sorgho et de millet dans le Sud de l'Afrique. Dans les mauvaises années, ils peuvent causer des pertes de récolte jusqu'à 40 %. Les insecticides peuvent contrôler les infestations. Comme les Acanthoplus discoidalis sont incapables de voler, ils peuvent être contrôlés assez facilement par la construction d'une tranchée de 50 cm de profondeur autour du champ. Il a été suggéré que les insectes peuvent être collectés et utilisés comme alimentation à haute teneur en protéines pour les poulets.